# Me Haces Falta
"Me Haces Falta" je pjesma američke R&B pjevačice Jennifer Lopez s njenog prvog studijskog albuma na španjolskom jeziku Como Ama una Mujer. Objavljena je 14. rujna 2007. kao drugi singl s istog. Za razliku od singla "Qué Hiciste", singl "Me Haces Falta" nije dobio mnogo promocije i nije zabilježio nikakav uspjeh na top listama singlova. Pjesmu je napisao Estéfano, a producenti su Estéfano i Marc Anthony.
Iako pjesma nije objavljena kao singl u Ujedinjenom kraljevstvu, spot je neko vrijeme prikazivan na tamošnjim glazbenim tv kanalima. Pjesma je korištena na kraju zadnje epizode Lopezine miniserije Como Ama una Mujer. Spot za pjesmu snimljen je u Los Angelesu pod redateljskom palicom Sanjija.